# Herb księstwa legnickiego

Herb dostojny księstwa legnickiego od 1343 roku

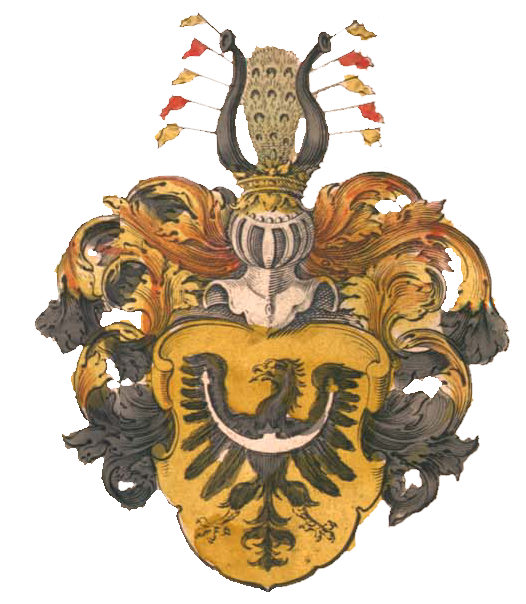
Orzeł Śląski

Znak książąt legnickich ewoluował w ciągu istnienia księstwa, jego wyjątkowość podyktowana była potrzebą odróżniania się Piastów legnickich od innych śląskich gałęzi rodu.
Na początku legniccy książęta pieczętowali się Orłem Śląskim jednak potem herb uległ modyfikacji.
Od 1343 roku istniał znany nam dzisiaj wizerunek na tarczy wzoru francuskiego lub hiszpańskiego.
Godło książąt legnickich w wyniku wielokrotnych unii z księstwem brzeskim a także przyłączenia przez księcia Fryderyka Wielkiego do domen piastowskich Wołowa stało się również znakiem księstwa legnicko-brzesko-wołowskiego.

Herb księstwa legnickiego na wybranych zabytkach:
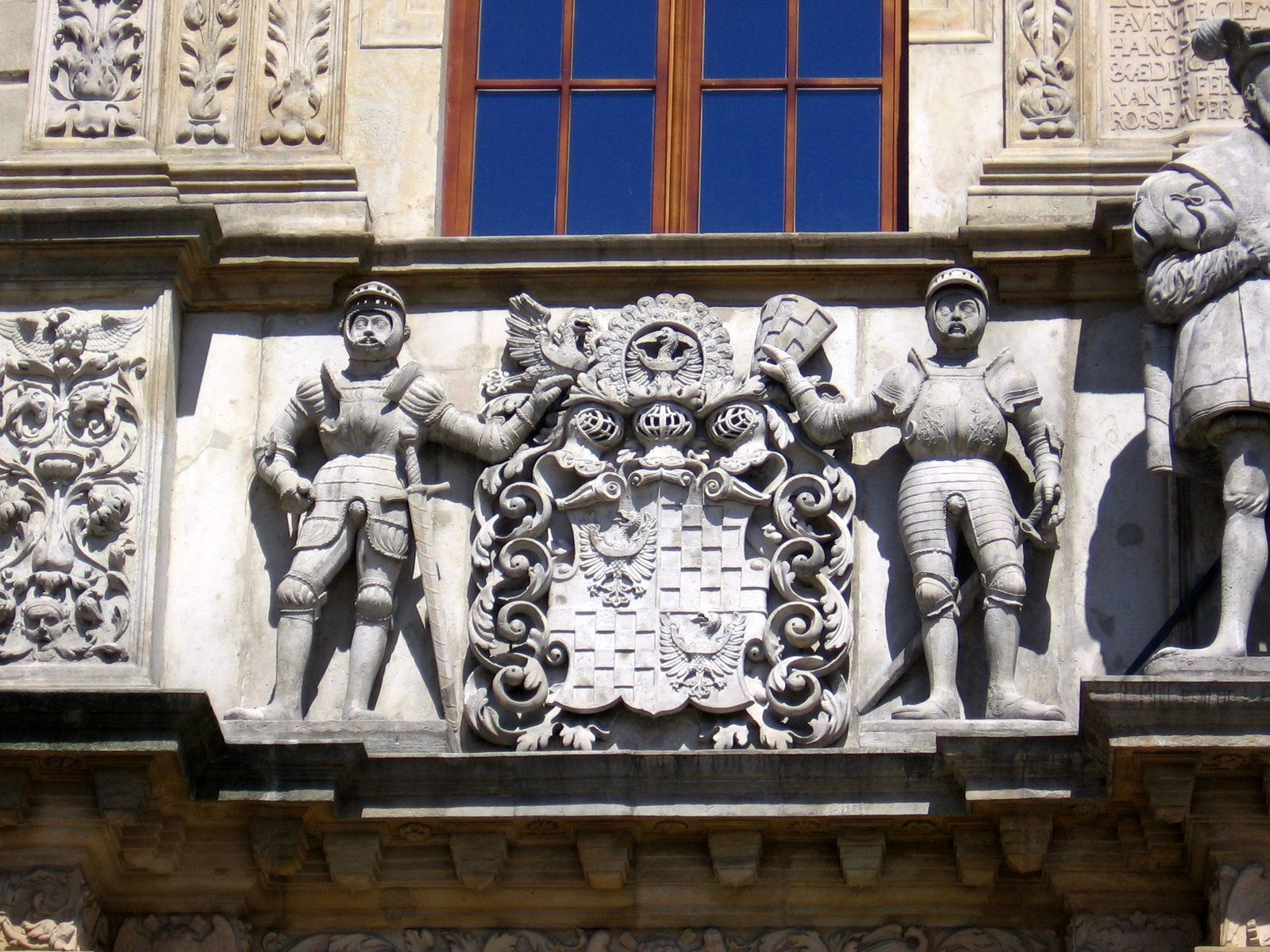
Zamek Piastów Śląskich w Brzegu
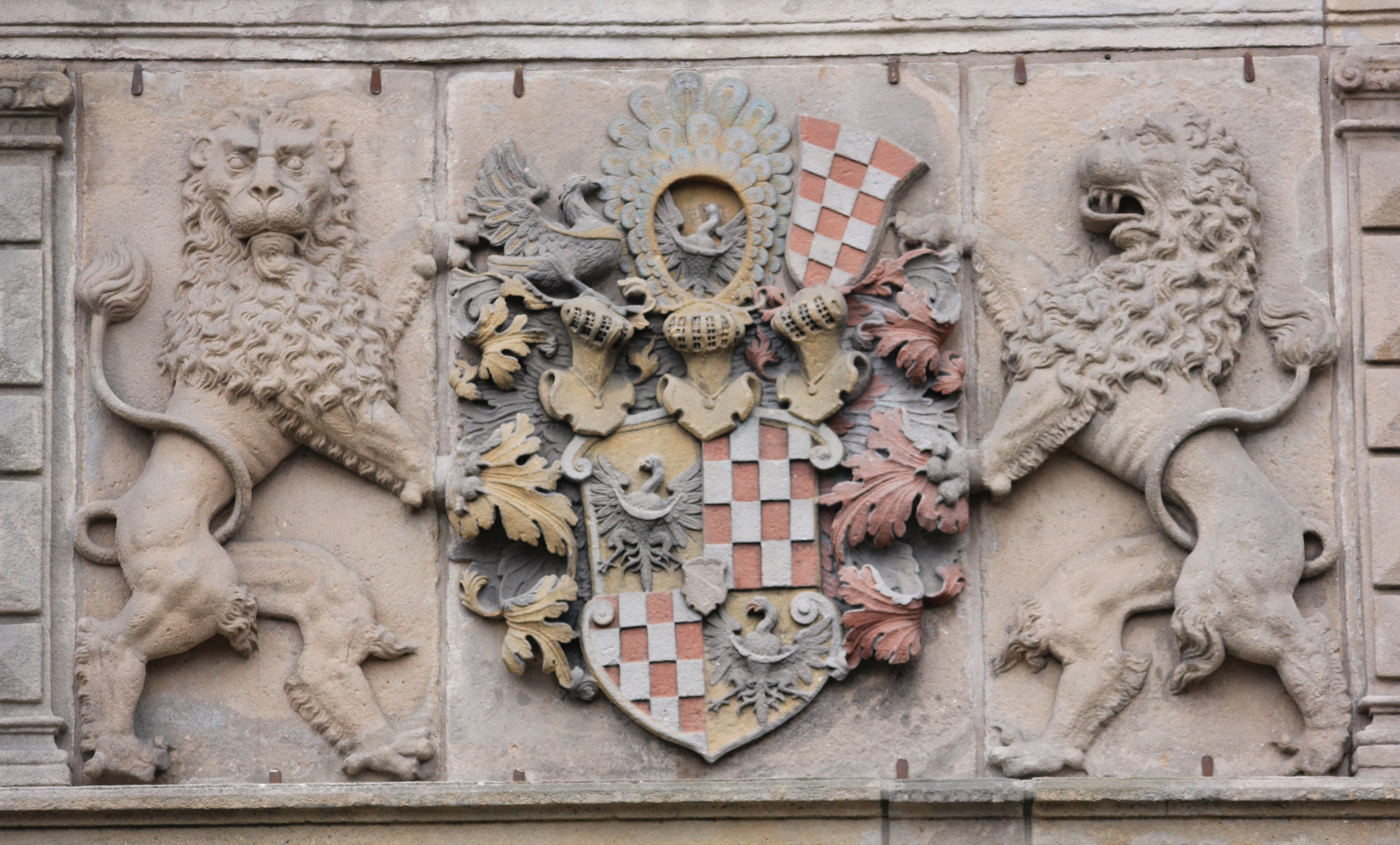
Brama Odrzańska w Brzegu
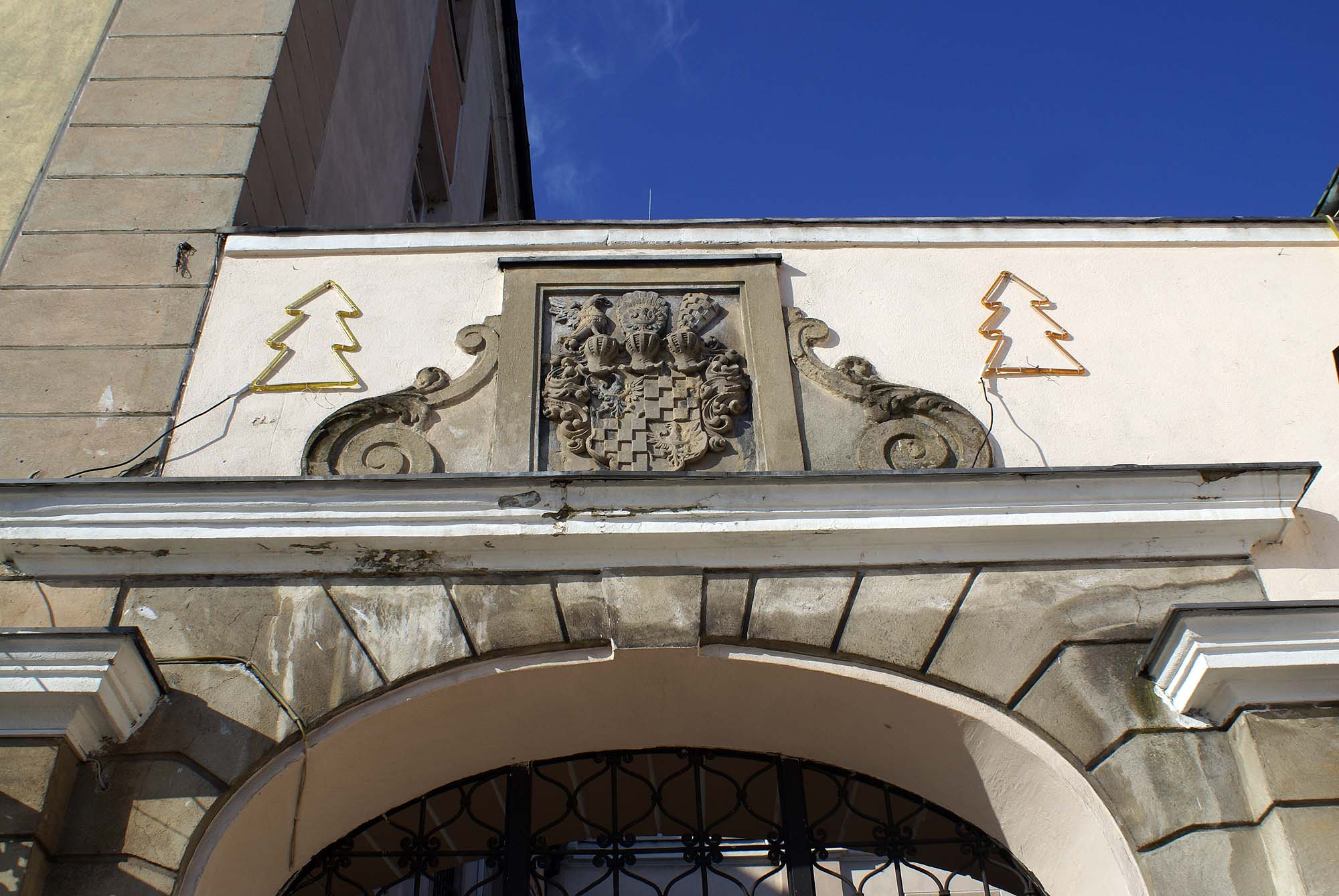
Zamek Piastowski w Wołowie
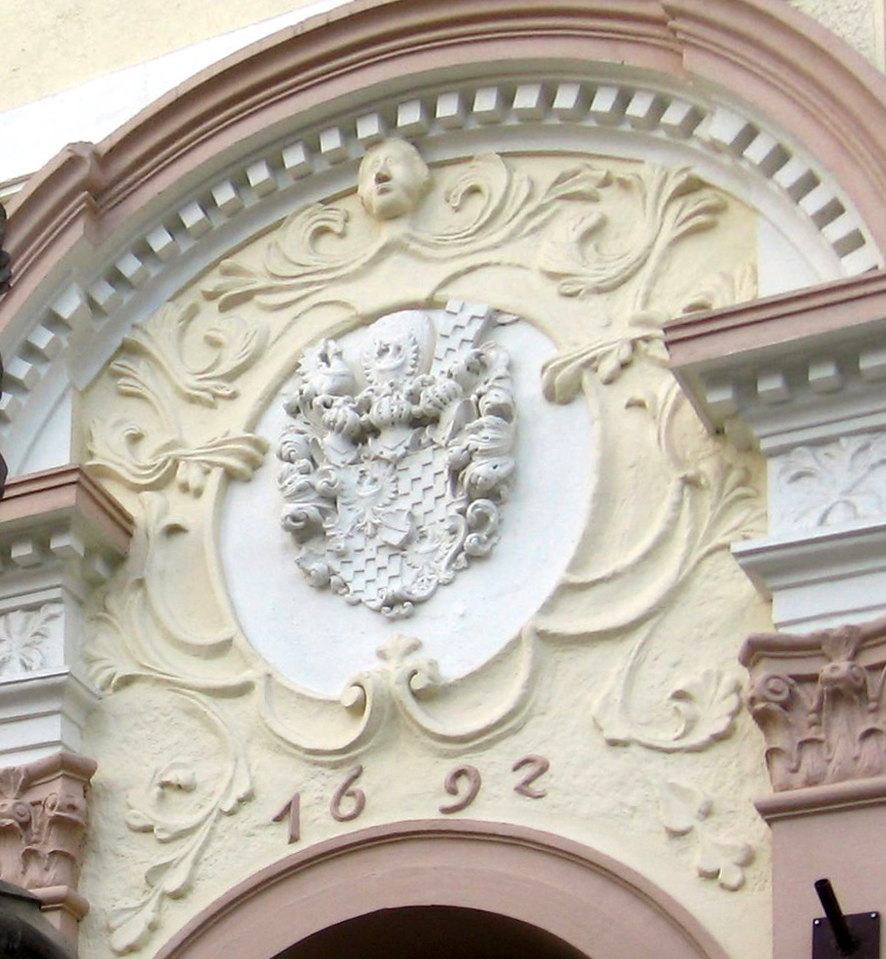
Ratusz w Wołowie